# Corticoïde
Ne doit pas être confondu avec Corticioïde.

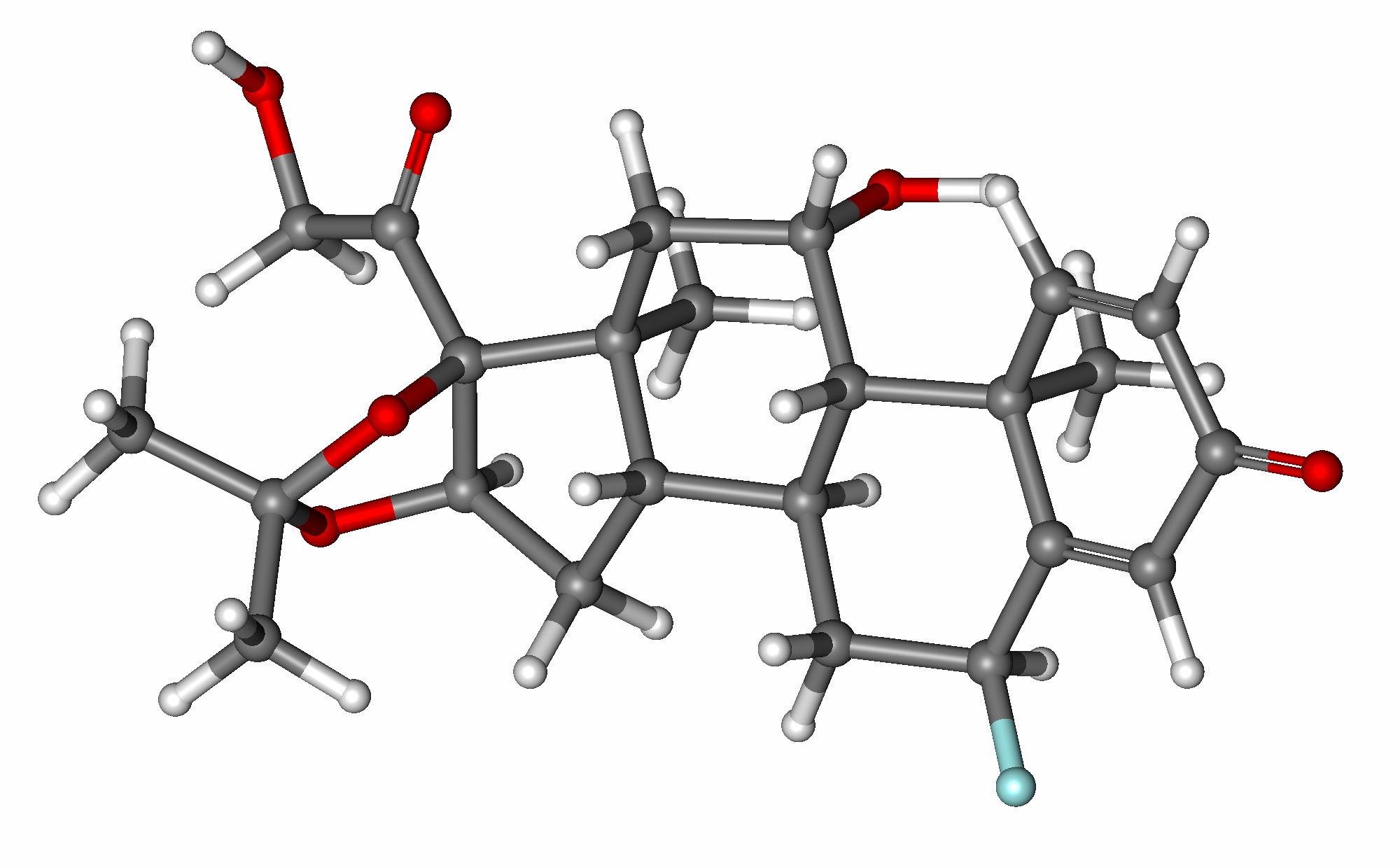
Modèle moléculaire boules-bâtonnets d'une molécule de flunisolide.

Les corticostéroïdes, appelés plus simplement corticoïdes, sont des hormones stéroïdiennes sécrétées chez les êtres humains par le cortex des glandes surrénales. Cette partie superficielle de la glande, en partant de la zone la plus superficielle jusqu'à la zone la plus proche de la médullaire surrénalienne, produit des substances différentes en fonction de la zone.
Dans la zone glomérulée, les minéralocorticoïdes (principalement aldostérone) qui agissent sur la régulation de l'eau et du sel dans le corps (rétention d'eau et de sodium, élimination de potassium).
Dans la zone fasciculée, les glucocorticoïdes (cortisol) qui ont des propriétés anti-inflammatoires et une action sur le métabolisme protidique et glucidique.
Enfin, dans la zone réticulée, les androgènes, qui ont un rôle dans le développement des caractères sexuels.
En général, lorsque l'on parle de « corticoïdes », il s'agit de glucocorticoïdes, qu'ils soient naturels ou de synthèse.

## Classification
Les glucocorticoïdes naturels sont sécrétés par l'organisme humain à faibles doses et à un rythme circadien (70 % étant sécrétés entre 2 et 8 heures du matin). La cortisone et le cortisol (ou hydrocortisone) sont utilisés essentiellement dans l’hormonothérapie de substitution des insuffisances surrénales. L’hémisuccinate d’hydrocortisone a un effet très rapide et doit donc être réservé aux problèmes d’urgence[pourquoi ?].
Les glucocorticoïdes de synthèse ont une activité majorée pour permettre une meilleure action anti-inflammatoire et leurs effets minéralocorticoïdes sont très réduits. Ils sont utilisés dans les autres indications thérapeutiques (anti-inflammatoires, immunosuppressives, anti-allergiques) et sont définis en corticoïdes à effets :
- courts (prednisone, prednisolone, méthylprednisolone) : de pouvoir anti-inflammatoire à 4-5 (mesuré par référence à celui du cortisol coté à 1) ;
- intermédiaires (triamcinolone, paraméthasone) : de pouvoir anti-inflammatoire à 5-10 ;
- prolongés (bétaméthasone, dexaméthasone, cortivazol) : de pouvoir anti-inflammatoire de 25-30 (jusqu’à 60 pour le cortivazol).

## Historique
Les glucocorticoïdes de synthèse sont des anti-inflammatoires connus depuis les années 1950, au cours desquelles ils ont pour la première fois été utilisés avec succès dans les maladies inflammatoires, et en particulier les affections rhumatismales.
Inscrits sur la liste noire des produits dopants par le Comité international olympique en 1978, les corticoïdes n'ont pu être décelés qu'à partir de 1999.

## Action des glucocorticoïdes
Les différentes actions sont : 
- augmentation du métabolisme glucidique et protidique ;
- anti-inflammatoire ;
- antipyrétique (font baisser la fièvre) ;
- analgésique (lutte contre la douleur) ;
- anti-allergique (action non immédiate contre les effets du contact avec un allergène chez un sujet allergique) ;
- baisse des défenses immunitaires (utilité dans la lutte contre le rejet des greffes) ;
- bronchodilatateurs ;
- régulateur de la sécrétion de mucus.

## Indications des glucocorticoïdes
Les glucocorticoïdes de synthèse sont utilisés pour traiter de très nombreuses maladies allergiques, immunologiques ou cancéreuses. Néanmoins, la grande majorité des patients recevant des glucocorticoïdes sont traités pour des maladies pulmonaires ou rhumatologiques.

### Maladies pulmonaires et Covid-19
Les corticoïdes peuvent être utilisés pour leurs effets bronchodilatateurs dans des pathologies telles que l'asthme ou la bronchopneumopathie chronique obstructive.
Les premiers retours de l'essai clinique Recovery (prépublication) avaient montré qu'un corticostéroïde (dexaméthasone) diminuait jusqu'à 35 % le risque de mort des malades placés sous assistance respiratoire mécanique, et de 20 % chez ceux ayant seulement besoin d'oxygène.
Début septembre 2020, une méta-analyse (commandée par l'OMS, et faite à partir de sept essais cliniques randomisés menés dans douze pays du 26 février 2020 au 9 juin 2020, utilisant l'hydrocortisone, la dexaméthasone ou la méthylprednisolone), conclut que des corticostéroïdes, probablement grâce à leurs puissants effets anti-inflammatoires qui pourraient limiter la tempête de cytokine, en diminuant la mortalité dans les formes graves et critiques de Covid-19, « indépendamment de l'âge des patients, de leur sexe ou de l'ancienneté de leur maladie ». Sur ces bases, l'OMS a mis à jour ses recommandations.

### Maladies rhumatologiques et système immunitaire
Les corticoïdes sont utilisés pour traiter les maladies rhumatologiques (telles que la polyarthrite rhumatoïde ), ainsi que les maladies inflammatoires (maladie de Horton) et essentiellement les maladies auto-immunes qui nécessitent de freiner le système immunitaire (lupus érythémateux disséminé, sclérose en plaques, rectocolite hémorragique, maladie de Crohn, etc.). C'est notamment pour cette dernière propriété qu'ils jouent un rôle vital lors des greffes, afin d'en empêcher le rejet.

### Allergie
Les corticoïdes sont utiles lors des crises sévères d'allergie (œdème de Quincke, urticaire géant, choc anaphylactique) car celles-ci font intervenir un processus inflammatoire important contre lequel l'effet anti-inflammatoire des corticoïdes est logiquement efficace. On peut également l'associer avec l'adrénaline.

### Maladies générales
- Traitement de fond des asthmes sévères
- Sarcoïdose
- Fibrose pulmonaire
- Syndrome néphrotique
- Certaines leucémies
- Certains cancers
- Transplantation d'organes

### Soins de support et soins palliatifs
Les corticoïdes, dans ces situations, sont utilisés pour leur effet antalgique (anti-douleur), antiémétique (anti-vomissements), orexigène (favorise l'appétit), et éventuellement pour un effet anti-tumoral, direct ou au travers de l'effet anti-inflammatoire.

## Effets secondaires
Les effets secondaires d'un traitement par glucocorticoïdes se rencontrent surtout en cas de traitement prolongé mais peuvent également, pour certains d'entre eux, apparaitre dès les tout premiers jours. Certaines précautions (voir paragraphe suivant) peuvent les éviter ou en limiter les risques.
Les effets secondaires principaux sont :
- troubles métaboliques : prise de poids, répartition anormale des graisses, rétention hydrosodée, hypokaliémie, alcalose métabolique, ostéoporose (par augmentation du métabolisme protéique dans les os) pouvant causer des fractures, retard de croissance chez l'enfant et l'adolescent, retard de cicatrisation, ostéonécrose, protéolyse, apparition de vergetures, hypertension artérielle, dyslipidémie ;
- troubles endocriniens : diabète, dérégulation de la synthèse naturelle de glucocorticoïdes à la fin du traitement, troubles du cycle menstruel (règles irrégulières), apparition (ou aggravation) d'une acné, pilosité excessive ou hypertrichose, fragilisation cutanée, ecchymoses ;
- troubles digestifs : ulcère gastro-duodénal (les glucocorticoïdes augmentent la sécrétion d'acide par l'estomac), hémorragie digestive, sur ulcère gastro-duodénal, gastrite aigüe, entérite ou colite, pancréatite aiguë ;
- troubles psychiques : euphorie, excitation, confusion, dépression ;
- aggravation d'états infectieux : réveil du virus de la varicelle (d'où un zona), réveil de tuberculose, réveil de toxoplasmose, mauvaise lutte contre les états viraux en général (herpès, hépatite, etc.).

## Précautions d'emploi
Les précautions d'emplois sont donc systématiques dans les traitements longs à dose élevée. Dans ce cas, on prescrit les mesures suivantes :

### Régime alimentaire et supplémentations
- Apports de calcium (prévention des fractures).
- Apports de vitamine D (même remarque).
- Apports de potassium parfois.
- Régime pauvre en sel et en sucre[12].
- Le régime alimentaire à suivre n'est pas très bien connu[12].

### Bilan avant de commencer le traitement
Par ailleurs, il convient de toujours vérifier la présence d'éventuels traces d'ulcères (à traiter le cas échéant), de troubles psychiatriques, de ménopause, d'hypertension (la rétention d'eau et de sodium liée aux glucocorticoïdes entraîne une augmentation du volume sanguin), d'infections virales ou bactériennes.

### Pendant le traitement
- Surveiller le poids, la pression artérielle, l'état cutané, la glycémie, la tolérance et la bonne prise du traitement.
- Les glucocorticoïdes, pour limiter la libération naturelle de leur équivalent non-synthétique, doivent la plupart du temps être pris en une seule prise, le matin.
- En cas de stress (infection, opération chirurgicale, traumatisme) : une augmentation des doses est indispensable.

En effet, chez un patient sous corticothérapie prolongée, le freinage de l’axe hypothalamo-hypophyso-surrénalien empêche l’adaptation hormonale dans ces situations de stress, exposant ainsi au risque d’insuffisance surrénalienne aiguë (choc, hyponatrémie, hypoglycémie).

### Fin du traitement
Afin d'éviter de perturber la synthèse naturelle de glucocorticoïdes par la glande surrénale, il faut toujours arrêter le traitement très progressivement si ce dernier a été prolongé : plusieurs paliers de 8 à 15 jours, en surveillant la fonction surrénalienne par des tests sanguins réguliers.

## Prescription d'une corticothérapie
Compte tenu de la diversité des indications de traitement à base de corticoïdes (corticothérapie), de l'importance d'adapter celle-ci à la réponse clinique et aux effets secondaires rencontrés, il n'existe pas de schéma standard de prescription.

### Corticothérapie en cure courte
Sur une durée brève, de 10 à 15 jours suivant les références, il est possible d'instaurer et d'arrêter une corticothérapie avec un risque modéré d'effets secondaires. Les règles suivantes doivent néanmoins être respectées :
- à la mise en route, examen clinique et interrogatoire, mais pas de bilan biologique ;
- pas de traitement adjuvant ;
- durée de traitement de 10 à 15 jours maximum ;
- glucocorticoïdes de demi vie brève : prednisone, prednisolone ou méthylprednisolone ;
- en une prise unique le matin ;
- 0,5  à   1 mg·kg-1 du premier au dernier jour.

### Corticothérapie prolongée, phase de décroissance
Il est plus que conseillé en cas de corticothérapie sur plusieurs années, de diminuer très progressivement ; 1 mg tous les deux mois, puis stabilisation à 5 mg 3 ou 4 mois, puis à nouveau 1 mg tous les deux mois jusqu'à arrêt total.

### Corticothérapie prolongée, phase de sevrage
Risques du sevrage :
- une insuffisance surrénalienne ;
- une reprise de la maladie sous-jacente.

## Contre-indications
Il n'existe aucune contre-indication formelle à une corticothérapie brève et vitale. Dans les autres cas, où les glucocorticoïdes peuvent être remplacés par d'autres médicaments, on évitera de les prescrire dans les circonstances suivantes :
- grossesse, allaitement ;
- maladie virale grave en évolution (herpès, zona, hépatite virale aiguë) car les glucocorticoïdes entraînent une baisse de l'inflammation et de l'immunité nécessaire à la lutte contre ces infections ;
- ulcère gastro-duodénal en évolution (c'est-à-dire non traité) ;
- cirrhose sévère ;
- goutte ;
- états psychotiques ;
- certaines parasitoses : anguillulose, etc.
- Sarcome d'Ewing.